# Clube Municipal Ananindeua
Clube Municipal Ananindeua is een Braziliaanse voetbalclub uit Ananindeua in de staat Pará. 

## Geschiedenis
De club werd opgericht in 1978. In 2006 werden ze vicekampioen in het Campeonato Paraense. 